# تيدي برانون
تيدي برانون (بالإنجليزية: Teddy Brannon)‏ هو عازف جاز وعازف بيانو أمريكي، ولد في 27 سبتمبر 1916، وتوفي في 24 فبراير 1989 في نيوآرك في الولايات المتحدة.

## وصلات خارجية
- تيدي برانون على موقع ميوزك برينز (الإنجليزية)
- تيدي برانون على موقع أول ميوزيك (الإنجليزية)
- تيدي برانون على موقع ديسكوغز (الإنجليزية)